# Ложное срабатывание системы предупреждения о ракетном нападении (1983)
Ложное срабатывание системы предупреждения о ракетном нападении 26 сентября 1983 года — ситуация (инцидент), когда система «Око», космический эшелон советской системы предупреждения о ракетном нападении, выдала ложный сигнал о запуске МБР «Минитмен» с территории США и мир находился на «пороге» глобальной ядерной войны. Тревога была признана ложной решением оперативного дежурного командного пункта Серпухов-15 подполковника Станислава Петрова.

## Описание системы

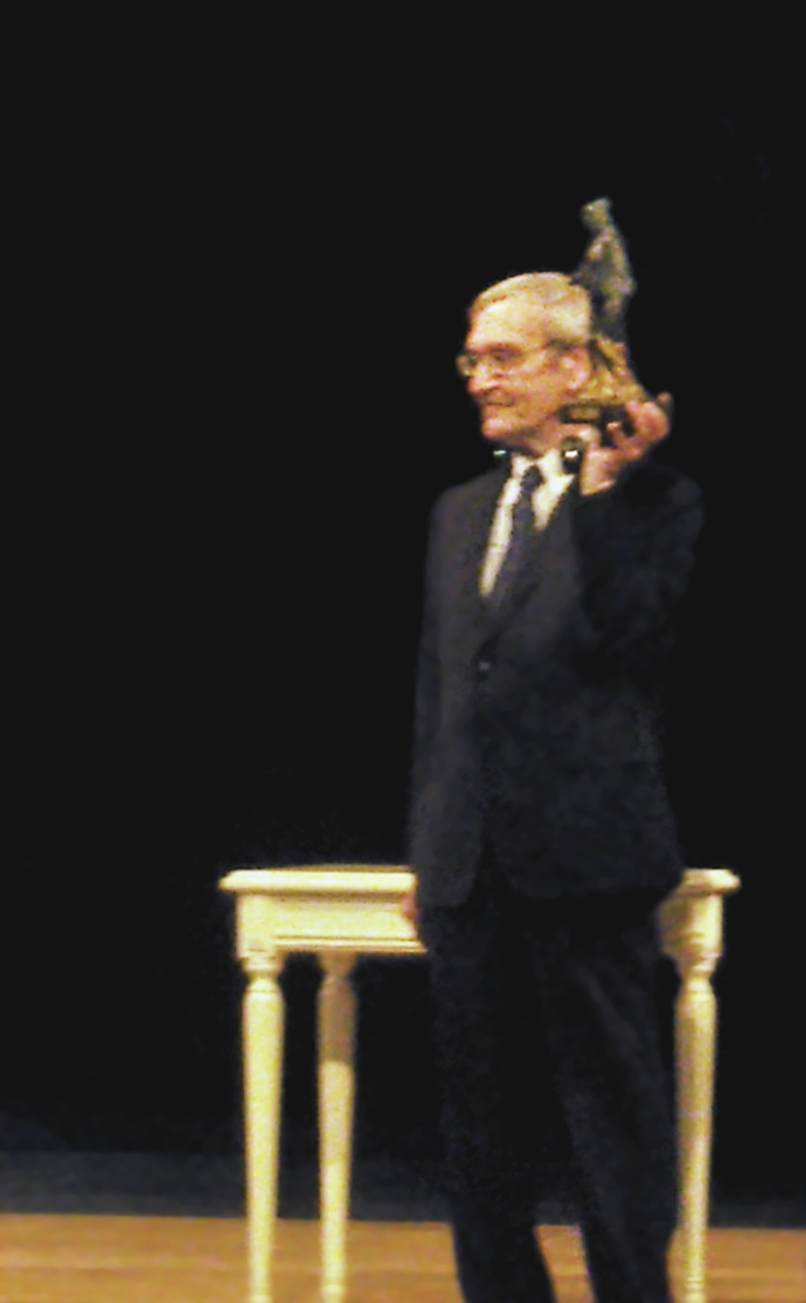
Станислав Евграфович Петров на церемонии награждения Дрезденской премией, 2013 год

Спутниковый эшелон  системы предупреждения о ракетном нападении был поставлен на боевое дежурство в 1982 году. Спутники, находившиеся на высокой эллиптической орбите, наблюдали за районами базирования американских ракет под таким углом, что они находились на краю видимого диска Земли. Это позволяло обнаруживать стартующие ракеты на фоне тёмного космического пространства и таким образом определять факт запуска по инфракрасному излучению работающего ракетного двигателя. Такая конфигурация была выбрана, чтобы снизить вероятность засветок датчиков спутника отражённым от облаков или снега солнечным светом.
Система квалифицирует одиночный, групповой или массированный пуск ракет как «старт». Наличие цели должны подтвердить надгоризонтные радиолокационные средства обнаружения. После получения подтверждения зажигаются красные табло в «ядерном чемоданчике» Генерального секретаря ЦК КПСС, министра обороны, начальника Генерального штаба. В случае решения руководства страны о нанесении ответного ядерного удара главком ракетных войск передаёт по автоматической системе связи приказ на запуск, содержащий закодированный вариант ответного удара и шифр для разблокировки пусковых механизмов. Командиры пусковых комплексов двумя ключами одновременно открывают сейфы с перфокартами программ и вводят их в систему навигации баллистической ракеты. После этого остаётся только нажать на кнопку запуска.

## Инцидент
Вечером 26 сентября 1983 года система сообщила о запуске межконтинентальных баллистических ракет (МБР) с американской базы. Оперативным дежурным командного пункта Серпухов-15, находящегося в 100 км от Москвы, был подполковник Станислав Петров. Активизировались световая и звуковая сигнализации; системы оповещения начали показывать, что на территорию СССР запущено несколько американских ракет, однако Петров не увидел характерных для этого процесса вспышек и шлейфов огня от ракет, вылетающих из шахт в небо, а также заметил, что радарное предупреждение этого не подтверждало, и сделал вывод, что система оповещений могла сработать ошибочно, так как, согласно базовым положениям доктрины протекающей на тот момент времени холодной войны, упреждающий ядерный удар должен был наноситься всем ракетным арсеналом одновременно, а не всего лишь несколькими баллистическими ракетами. Через несколько минут прекратили оповещать предупредительные сигнализации, погасло предупредительное табло. Как позже выяснилось, датчики спутника приняли за летящие ракеты обыкновенные облака на большой высоте.
Командующий войсками противоракетной и противокосмической обороны генерал-полковник Юрий Всеволодович Вотинцев, прибыв на КП, доложил о ложном срабатывании системы главкому Войск ПВО страны, а также министру обороны Д. Ф. Устинову.
При этом, по мнению главного научного сотрудника ИМЭМО Владимира Дворкина, оценивая поступок С. Е. Петрова и придавая ему такую значимость, «практически никто не подчеркивал ключевого фактора в принятии решения о запусках ракет: такое решение могло быть принято исключительно на основании информации от второго эшелона СПРН, то есть данных наземных радиолокаторов (РЛС), определяющих масштаб, траектории ракет и цели, по которым и формируется сигнал „Ракетное нападение“. И если бы даже Верховный Главнокомандующий сидел на „ядерном чемоданчике“, он никогда не принимал бы катастрофических решений по информации „Старт ракет“ от космического эшелона».

## Расследование причин ложной тревоги
Последующее расследование установило, что причиной послужила засветка датчиков спутника. Спутник и район базирования американских ракет и Солнце оказались расположены так, что солнечный свет сильно отражался от облаков, расположенных на больших высотах. Вероятно, это был первый подобный случай на системе, принятой за год до этого на вооружение.
Как рассказывал журналисту газеты «Совершенно секретно» Дмитрию Лиханову сам С. Е. Петров, 13 июля 1983 года на ЦКП проводились запланированные регламентные работы по новой боевой программе, однако когда её попробовали не в имитационном, а в рабочем режиме, из-за неисправности в одном из блоков система выдала ложную информацию о массовом старте баллистических ракет. По воспоминаниям С. Е. Петрова:

Начальник штаба армии генерал Завалий отдал устное приказание снять все разработки с эксплуатации. Разработчики, а они люди штатские, категорически отказались выполнять приказ генерала и уехали с объекта. Тогда военные сняли эти разработки своими руками. Думаю, этот инцидент имел самое прямое отношение к тому, что произошло у нас в сентябре. В результате расследования мы вытащили на свет целый букет недоработок системы космического предупреждения о старте баллистических ракет. Главные проблемы заключались в боевой программе и несовершенстве космических аппаратов. А это основа всей системы. Все эти недоработки удалось устранить только к 1985 году, когда систему наконец поставили на боевое дежурство.

## Обнародование

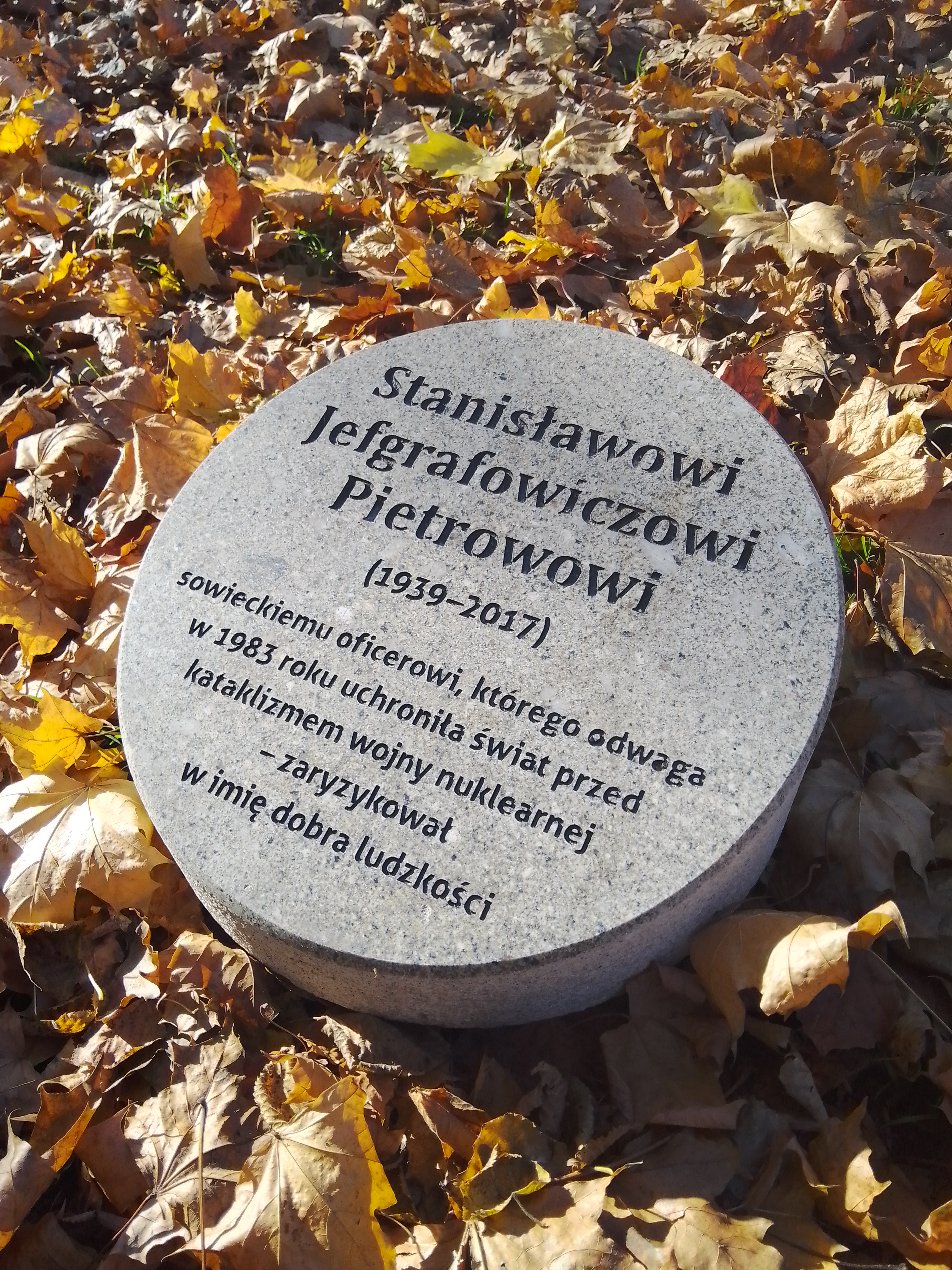
Памятный камень Станиславу Петрову в Варшаве, отмечающий его отвагу во время инцидента

Действия подполковника С. Е. Петрова из-за военной секретности и политических соображений стали известны широкой общественности только в 1993 году, когда генерал-полковник Ю. В. Вотинцев (во время описываемых событий — командующий Войсками противоракетной и противокосмической обороны СССР) опубликовал краткое изложение этих событий.
События данного эпизода были отражены в художественно-документальном фильме 2014 года «Человек, который спас мир». Станислав Петров говорил в одном из интервью, что отказался от команды запуска ответных советских ракет и передачи предупреждения вышестоящему начальству потому, что «когда люди начинают войну, они не начинают её только пятью ракетами. Пятью ракетами можно нанести всего лишь небольшой урон», тогда как от США, в случае начала ими запуска межконтинентальных ракет по территории СССР, ожидалось массированное нападение.